# 張爾基
張爾基（？—？），字承德，號洪源，山西大同府大同縣人，明朝政治人物。

## 生平
萬曆十六年（1588年）戊子科山西鄉試舉人。萬曆二十年（1592年），登壬辰科第三甲第二百二十名進士，户部觀政，二十一年授安丘知縣，二十六年補河南太康县，二十七年丁憂。三十年補仪封县知县，三十三年行取，三十五年八月考选，次年八月授四川道试监察御史，三十七年五月巡按贵州，三十八年五月升四川佥事，本年改陕西榆林兵备佥事，四十一年丁憂。四十四年補陕西佥事，三年考满，四十六年十月升副使，照旧管事。天啓元年（1621年）十一月升本省按察使，天啓二年正月入覲，二月举卓异，賜宴礼部。仕至浙江右布政使司。

## 家族
曾祖張澧，贈文林郎；祖父張應武，通判；父張炳，县丞。侄張于德，清順治進士。